# Isabel Munshi
Isabel Sofia Munshi, född 9 juni 1976 i Danderyds församling i Stockholms län, är en svensk skådespelare. Hon är syster till Sunil Munshi.
Munshi studerade vid Teaterhögskolan i Stockholm 2000–2004.

## Filmografi
- 1997 – Vita lögner (TV-serie)
- 2000 – Naken
- 2003 – Paragraf 9 (TV-serie)
- 2006 – Linas kvällsbok
- 2007 – Beck – Det tysta skriket
- 2008 – Habib (TV-serie)
- 2010 – Kommissarien och havet - Ett liv utan lögner (TV-serie)
- 2013 – 112 Aina (TV-serie)

## Teater

### Roller (urval)
| År   | Roll  | Produktion                 | Regi            | Teater                 |
| ---- | ----- | -------------------------- | --------------- | ---------------------- |
| 2002 |       | Kanin Kanin Coline Serreau | Elisabeth Frick | Turteatern             |
| 2006 | Kören | Medea Euripides            | Sara Cronberg   | Stockholms stadsteater |